# Rząd Julii Swyrydenko
Rząd Julii Swyrydenko – rząd Ukrainy funkcjonujący od 17 lipca 2025.
Zastąpił gabinet Denysa Szmyhala. W połowie lipca 2025 prezydent Wołodymyr Zełenski zapowiedział rekonstrukcję rządu, wyznaczając wicepremier Juliję Swyrydenko jako kandydatkę na nowego premiera. 15 lipca 2025 Denys Szmyhal złożył rezygnację z zajmowanego stanowiska, która została przyjęta przez Radę Najwyższą następnego dnia. 17 lipca parlament powołał Juliję Swyrydenko na urząd premiera; tego samego dnia zatwierdził również skład jej gabinetu (wyłaniając w odrębnych głosowaniach trzynastu członków rządu, ministra spraw zagranicznych oraz ministra obrony).

## Skład gabinetu
- premier: Julija Swyrydenko[5]
- pierwszy wicepremier, minister transformacji cyfrowej: Mychajło Fedorow
- wicepremier ds. integracji z Unią Europejską i NATO: Taras Kaczka
- wicepremier ds. odbudowy Ukrainy, minister rozwoju społeczności lokalnych: Ołeksij Kułeba
- minister spraw zagranicznych: Andrij Sybiha
- minister obrony: Denys Szmyhal
- minister sprawiedliwości: Herman Hałuszczenko
- minister finansów: Serhij Marczenko
- minister spraw wewnętrznych: Ihor Kłymenko
- minister gospodarki, środowiska i rolnictwa: Ołeksij Sobołew
- minister polityki społecznej, rodziny i jedności: Denys Ulutin
- minister oświaty i nauki: Oksen Lisowy
- minister młodzieży i sportu: Matwij Bidny
- minister zdrowia: Wiktor Laszko
- minister energetyki: Switłana Hrynczuk
- minister ds. weteranów: Natalija Kałmykowa
- minister kultury i komunikacji strategicznej: Hałyna Hryhorenko (p.o., w lipcu 2025)[5], Tetiana Bereżna (p.o., od lipca 2025)[6]